# Connecticut Open 2014
Il Connecticut Open 2014, in precedenza conosciuto come "New Haven Open at Yale", è stato un torneo femminile di tennis giocato sul cemento. È stata la 47ª edizione del Connecticut Open, che fa parte della categoria Premier nell'ambito del WTA Tour 2014. Il torneo si è giocato al Cullman-Heyman Tennis Center nel New Haven, Connecticut, USA, dal 15 al 23 di agosto. È stato l'ultimo torneo prima degli US Open 2014.

## Partecipanti WTA

### Teste di serie
| Nazione    | Giocatrice           | Ranking* | Testa di serie |
| ---------- | -------------------- | -------- | -------------- |
| Romania    | Simona Halep         | 2        | 1              |
| Rep. Ceca  | Petra Kvitová        | 4        | 2              |
| Canada     | Eugenie Bouchard     | 8        | 3              |
| Danimarca  | Caroline Wozniacki   | 12       | 4              |
| Slovacchia | Dominika Cibulková   | 13       | 5              |
| Italia     | Flavia Pennetta      | 14       | 6              |
| Italia     | Sara Errani          | 15       | 7              |
| Spagna     | Carla Suárez Navarro | 16       | 8              |

* Le teste di serie sono basate sul ranking all'11 agosto 2014.

### Altre partecipanti
Le seguenti giocatrici hanno ricevuto una wild card per il tabellone principale:
- Dominika Cibulková
- Kirsten Flipkens
- Andrea Petković
- Samantha Stosur

Le seguenti giocatrici sono passate dalle qualificazioni:

- Shuai Peng
- Misaki Doi
- Irina-Camelia Begu
- Belinda Bencic
- Timea Bacsinszky
- Sílvia Soler Espinosa

## Campioni

### Singolare femminile
Petra Kvitová ha sconfitto in finale  Magdaléna Rybáriková per 6-4, 6-2.
- È il tredicesimo titolo in carriera per la Kvitová, il secondo del 2014.

### Doppio femminile
Andreja Klepač /  Sílvia Soler Espinosa hanno sconfitto in finale  Marina Eraković /  Arantxa Parra Santonja per 7-5, 4-6, [10-7].